# Willy Pétillon
Willy Pétillon (Vlissingen, 23 juni 1883 – Den Haag, 13 april 1948) was een Nederlandse schrijfster, met name van meisjesboeken. Ze schreef veel voor opgroeiende, oudere meisjes. Ze was een tijdgenote van Cissy van Marxveldt.

## Biografie
Zij werd geboren in 1885 in Vlissingen als Hendrika Willemina Mulder. In 1905 begon zij, tegen de wens van haar vader die haar een loopbaan als onderwijzeres voor ogen had, aan een opleiding tot journaliste in Groningen. Twee jaar later, in 1907, trouwde zij met de journalist A.F. Pétillon. Uit dit huwelijk werden drie kinderen geboren.
In 1908 debuteerde zij met het boek De lotgevallen van een Bengel, waarmee zij de eerste prijs won in een schrijfwedstrijd. In 1912 verhuisde zij met haar gezin naar Parijs, waar haar echtgenoot in 1915 overleed. Na zijn overlijden keerde zij terug naar Nederland en vestigde zich in Den Haag.
In 1921 hertrouwde zij met A.B. van Tienhoven, eveneens een schrijver van kinderboeken. Samen kregen zij nog twee kinderen. Dit huwelijk eindigde in 1929 in een scheiding; Van Tienhoven overleed kort daarna.
Tussen 1933 en 1940 was zij hoofdredacteur van het maandblad Meisjesleven. In 1937 verhuisde zij naar Amersfoort. Hendrika Willemina Pétillon-Mulder overleed in 1948 in Den Haag.

## Trivia
- In Amsterdam is een straat vernoemd naar Willy Pétillon.